# مطرقة الجيولوجي

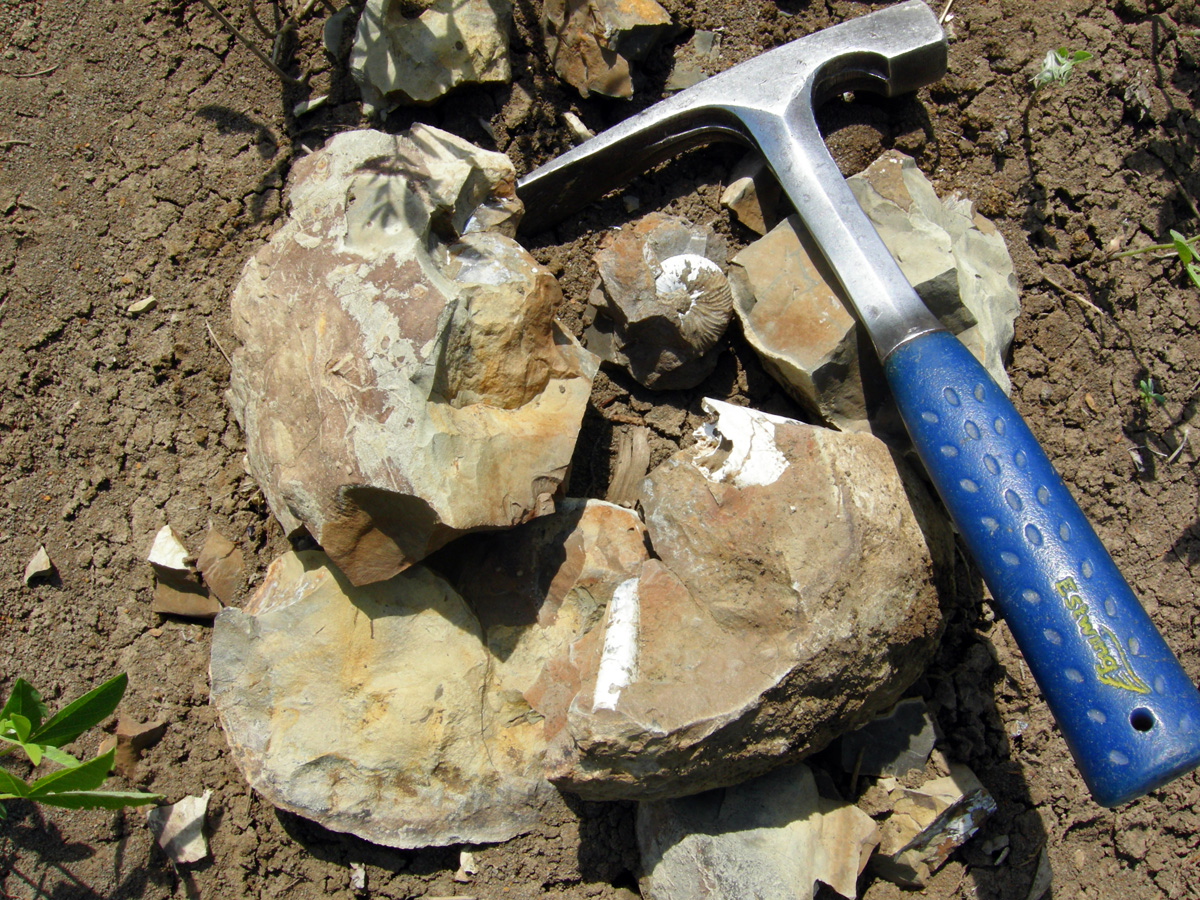
مطرقة جيولوجي تستخدم لتكسير الصخور، إلى جانب مقياس في الصورة الفوتوغرافية

إن مطرقة الجيولوجي أو مطرقة الصخور أو أداة انتقاء الصخور أو أداة انتقاء الجيولوجي هي مطرقة تستخدم لتقسيم الصخور وتكسيرها. في الجيولوجيا الميدانية، تستخدم هذه المطارق للحصول على سطح حديث من صخرة ما من أجل تحديد تركيبها وطبيعتها وخصائص علم المعادن وتاريخها والتقييم الميداني لمدى قوة هذه الصخرة. وفي مجال تجميع الحفريات وتجميع المعادن، يتم توظيفها لتكسير الصخور بهدف الكشف عن الحفريات داخلها. كما تستخدم مطارق الجيولوجي أحيانًا للقياس في الصورة الفوتوغرافية.

## الشكل
مطارق الجيولوجي، كما هو الحال مع معظم المطارق، لها رأسان، واحد في كل جانب. والأمر الأكثر شيوعًا أن تتكون هذه الأداة من تركيبة من رأس مسطح، مع إزميل أو رأس انتقاء في الطرف الآخر.
- يكون رأس الإزميل (الموضح بالصورة)، والذي يأخذ شكل إزميل، مفيدًا لمسح النباتات الحاجبة من حالات التعرض ويستخدم أحيانًا (رغم أن هذا غير جيد) لفحص الشقوق المفتوحة. يمكن أن تنقسم بعض الصخور بسهولة، مثل الأردواز أو الطين الصفحي، للكشف عن أي حفريات.
- رأس انتقاء، والذي ينتهي بنقطة حادة لتوفير أقصى قدر من الضغط، يفضل غالبًا للصخور الأكثر صلابة. مطرقة الجيولوجي التي تحمل طرف انتقاء يشار إليها غالبًا بصفتها أداة انتقاء صخور أو أداة انتقاء جيولوجي بدلاً من مطرقة الجيولوجي.
- يستخدم رأس مسطح لتوفير ضربة لصخرة ما بهدف تقسيمها. يمكن تهذيب العينات أو النماذج لإزالة الجوانب الحادة أو تقليل الحجم.

## البنية
إن القوة الفعالة لمطرقة الجيولوجي تعتبر في المقام الأول انعكاسًا لوزن رأسها وطول مقبضها. قد يتراوح وزن الرأس من 8 أونصات (225 جرامًا) أو أقل في المطرقة الصغيرة مثل التي سيتم استخدامها بشكل عام للاستعمال العرضي أو بواسطة الأطفال إلى 24 أونصة (580 جرامًا) وأكثر. يتم غالبًا اقتباس 16 أونصة (450 جم) كوزن كافٍ لجميع أنواع الصخور، رغم أن متحولة أو الصخور البركانية غالبًا ما تتطلب مطارق أثقل وزنًا لتوفير ضربة أكثر قوة.
تتم صناعة أفضل مطارق الجيولوجيين من قطعة واحدة من الفولاذ المقوى، الأمر الذي يجعلها صلبة وتدوم لمدة طويلة. وهناك بدائل تستخدم على نحو أكثر شيوعًا مثل المطارق الأنبوبية وذات المقابض الخشبية، ويرجع ذلك بشكل جزئي إلى انخفاض تكلفتها. وهذه المقابض البديلة تضحي بميزة القوة وتجعل المطرقة غير مناسبة للأنشطة عالية القوة مثل انتزاع الصخور.
وجدير بالذكر أن شكل ووزن المقبض يحدد مدى التوازن، والذي يعمل في حد ذاته على تحديد مدى سهولة استخدام مطرقة الجيولوجي وفعاليتها والراحة عند استعمالها.